# Хамид, Абдул (хоккеист на траве, 1942)
Абдул Хамид (англ. Abdul Hamid, 7 июля 1942) — пакистанский хоккеист (хоккей на траве), вратарь. Серебряный призёр летних Олимпийских игр 1964 года.

## Биография
Абдул Хамид родился 7 июля 1942 года.
В 1964 году вошёл в состав сборной Пакистана по хоккею на траве на Олимпийских играх в Токио и завоевал серебряную медаль. Играл на позиции вратаря, провёл 8 матчей, пропустил 4 мяча (два от сборной Кении, по одному — от Австралии и Индии).
В 1963—1966 годах провёл за сборную Пакистана 22 матча.